# Tilly Wedekind

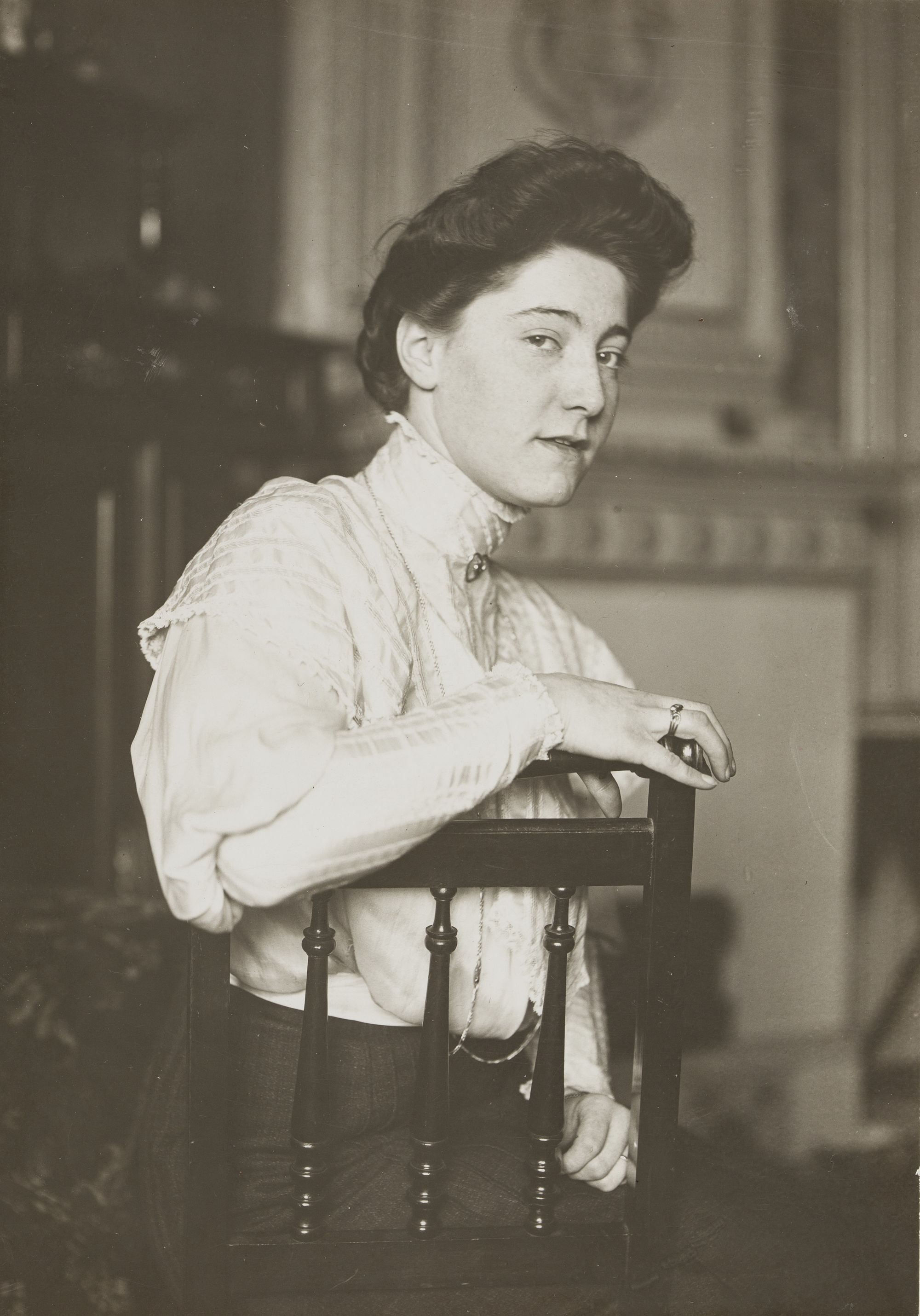
Porträt von Tilly Newes, vor 1906, Fotograf Philipp Kester

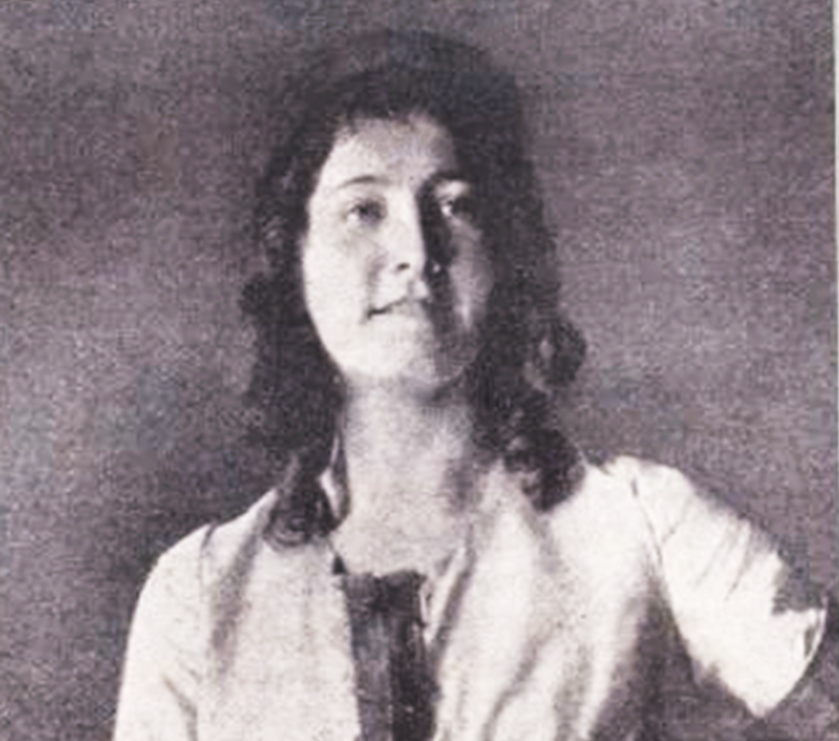
Tilly Wedekind, vor 1916

Tilly Wedekind, gebürtige Mathilde Emilie Adolfine Newes (* 11. April 1886 in Graz, Österreich-Ungarn; † 20. April 1970 in München, Deutschland), war eine deutsche Schauspielerin.

## Leben und beruflicher Werdegang
Mathilde Emilie Adolfine Newes, genannt Tilly, war das vierte von acht Kindern von Mathilde Adolfine Newes (1857–1915), geborene Engländer, und Eduard Newes (1842–1920), einem Sparkassenbeamten im Ruhestand und Weinhändler. Tillys jüngste Schwester Martha Theresia Adolfine (1894–1984) wurde wie sie Schauspielerin, zwei Brüder gingen wie der Vater ins Bankgewerbe, einer wurde Diplomingenieur.
Bereits 1901, im Alter von 15 Jahren, nahm sie Unterricht bei der Schauspielerin Maximiliane Bleibtreu. Zunächst sammelte sie am Schauspielhaus Graz als Statistin Erfahrung, doch schnell ging sie zu Sprechrollen über, darunter viele Mädchen- und Hosenrollen. In der Spielzeit 1902/1903 übernahm sie 29 Rollen. 1903 trat sie in Graz mit der Darstellung der Isabel Coeurne in Der Kammersänger erstmals in einem Stück von Frank Wedekind auf. 1904 erhielt sie ein Engagement in Köln, dann in Wien und lernte dort die Schauspielerin Adele Sandrock kennen. Anfang Januar 1905 begann sie eine Liebelei mit Paul Eger. Am 29. Mai 1905 spielte sie bei der Premiere von Die Büchse der Pandora die Lulu und begegnete dort dem Autor des Stücks, Frank Wedekind, der 22 Jahre älter war als sie.
Anfang Juni 1905 begann der Briefwechsel der beiden, Mitte Juni sahen sie sich in Wien wieder. Mitte September 1905 bat Tilly den Dramatiker, der inzwischen in Berlin wohnte, ihr dort ein Engagement zu besorgen. Ab Mitte Oktober 1905 waren beide am Kleinen Theater Unter den Linden beschäftigt. Ihre Beziehung wurde immer enger, aber auch konfliktreicher und turbulenter. So sprang Tilly am 16. Februar 1906 nach einem Streit mit Frank in die Spree, zwei Tage später verlobten sich die beiden, und am 1. Mai 1906 heirateten sie vor dem Standesamt Moabit. In den folgenden Jahren standen sie sehr oft gemeinsam in Wedekinds Stücken auf der Bühne und unternahmen zahlreiche Gastspiel- und Vortragsreisen in Städte Deutschlands, Österreichs und der Schweiz. Zusätzlich verreiste Frank Wedekind aber auch alleine, und diese Abwesenheiten lösten bei Tilly Nervenkrisen aus. Unterbrochen wurde die gemeinsame Arbeit nur durch die Zeit um die Geburt der Töchter Anna Pamela im Dezember 1906 und Fanny Kadidja im August 1911.
1907 zog das Paar von Berlin nach München. Ab 1910 standen die beiden auch im Zwiegesang auf der Bühne, Tilly sang ab diesem Zeitpunkt auch Wedekind-Lieder. Das Auf und Ab in der Beziehung blieb. Bei einem Festbankett zu Frank Wedekinds 50. Geburtstag kam es zwischen ihm und Tilly zu einer Kontroverse wegen der Festmusik: Nach den Reden spielte die Kapelle Stücke aus der Operette Die schöne Helena, darunter auch Ich bin Menelaos, der Gute. Frank Wedekind interpretierte das als Anspielung auf Tillys angebliche Untreue und fühlte sich als betrogener Ehemann vor den Gästen verspottet. Er reiste daraufhin ungeplant nach Florenz und weiter nach Mailand und Paris. Erst nach drei Wochen kehrte er nach München zurück, und das Ehepaar versöhnte sich wieder.
Im Januar 1916 nahm sich Tilly Wedekinds Mutter das Leben, wie 1907 schon Tillys Schwester Paula. Im folgenden Sommer erlitt Tilly einen Nervenanfall, im Februar 1917 kam es zu einer Ehekrise. Scheidungsgedanken standen im Raum und hatten auch berufliche Folgen: Tilly Wedekind erhielt im November 1917 in der Züricher Uraufführung von Schloß Wetterstein und der dortigen Premiere von Erdgeist keine Rollen. Am 30. November 1917 nahm Tilly Gift; mit Rücksicht auf ihre Töchter hatte sie dafür ein Hotelzimmer gebucht. Sie überlebte und war bis zum 18. Februar 1918 stationär untergebracht. An Adele Sandrock schrieb sie, ihre Ehe sei zu schwer: Ihr Mann empfinde sie als künstlerische Konkurrentin. Seit sich seine Gesundheit immer mehr verschlechtere, mache er ihr Vorwürfe über Kleinigkeiten und sage, er könne ihre Depression nicht ertragen. Sie aber wolle auf die Bühne nicht verzichten.
In Tillys Abwesenheit beschloss Frank Wedekind mit Tillys Schwester Martha und Freunden am 9. Dezember 1917: „Sie soll Theater spielen, ohne Scheidung.“ Er teilte Tilly dies am folgenden Tag mit. Doch sie akzeptierte die Regelung nicht, hielt an der Scheidung fest und bat um die Einleitung entsprechender Schritte. Frank Wedekind nahm Kontakt zu einem Anwalt auf und berichtete Tilly darüber. Doch je gesünder Tilly wurde, umso weniger konnten beide sich eine Trennung vorstellen. Daher ließen sie den Scheidungsgedanken fallen. Tilly wohnte nach ihrer Entlassung aus der Klinik für etwa eine Woche bei ihrer Schwester Martha und ihrem Schwager Hans Carl. Sie hatte Frank darum gebeten, weil ihr in der gemeinsamen Wohnung noch „alle Ängste und das Unglück“ zu hängen schienen. Sie besuchte ihre Familie täglich und gewöhnte sich langsam ein. Ende Februar 1918 schrieb Frank Wedekind, dessen Gesundheitszustand sich zusehends verschlechterte, seiner Frau das Briefgedicht An Tilly, das der letzte Text im umfangreichen Briefwechsel des Paares wurde.
Nach dem Tod ihres Mannes am 9. März 1918 trat Tilly Wedekind wieder in klassischen Bühnenrollen auf, unter anderem in der Rolle der Maria Stuart und hatte eine langjährige Beziehung mit dem Dichter Gottfried Benn. Sie pflegte auch zu dem Flieger Ernst Udet eine Freundschaft.
Tilly Wedekind übernahm die Verwaltung des Nachlasses ihres Mannes.

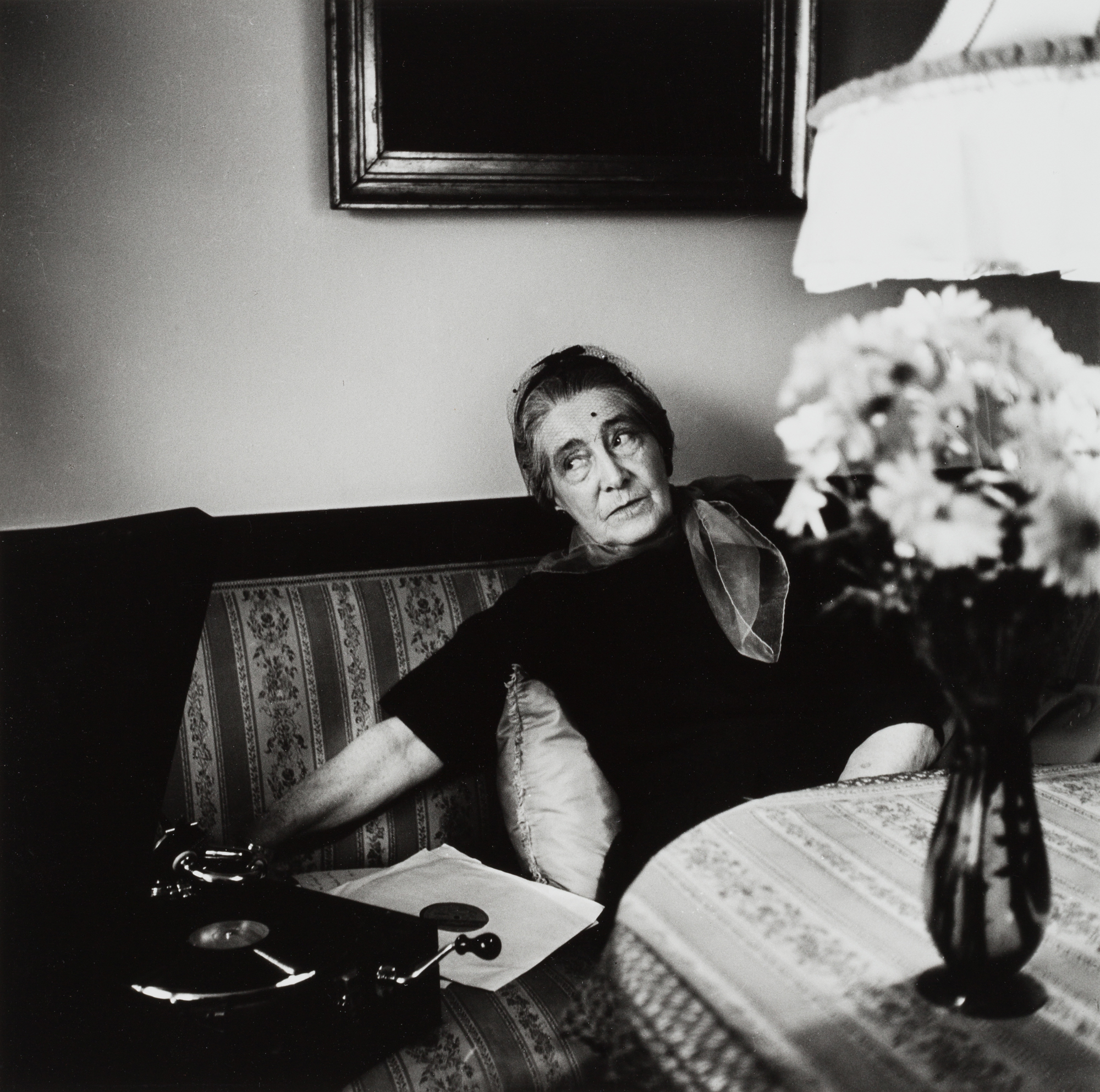
Tilly Wedekind, 1962

Sie wurde auf dem Waldfriedhof in München (Alter Teil / Grab Nr. 17-W-88) beigesetzt.

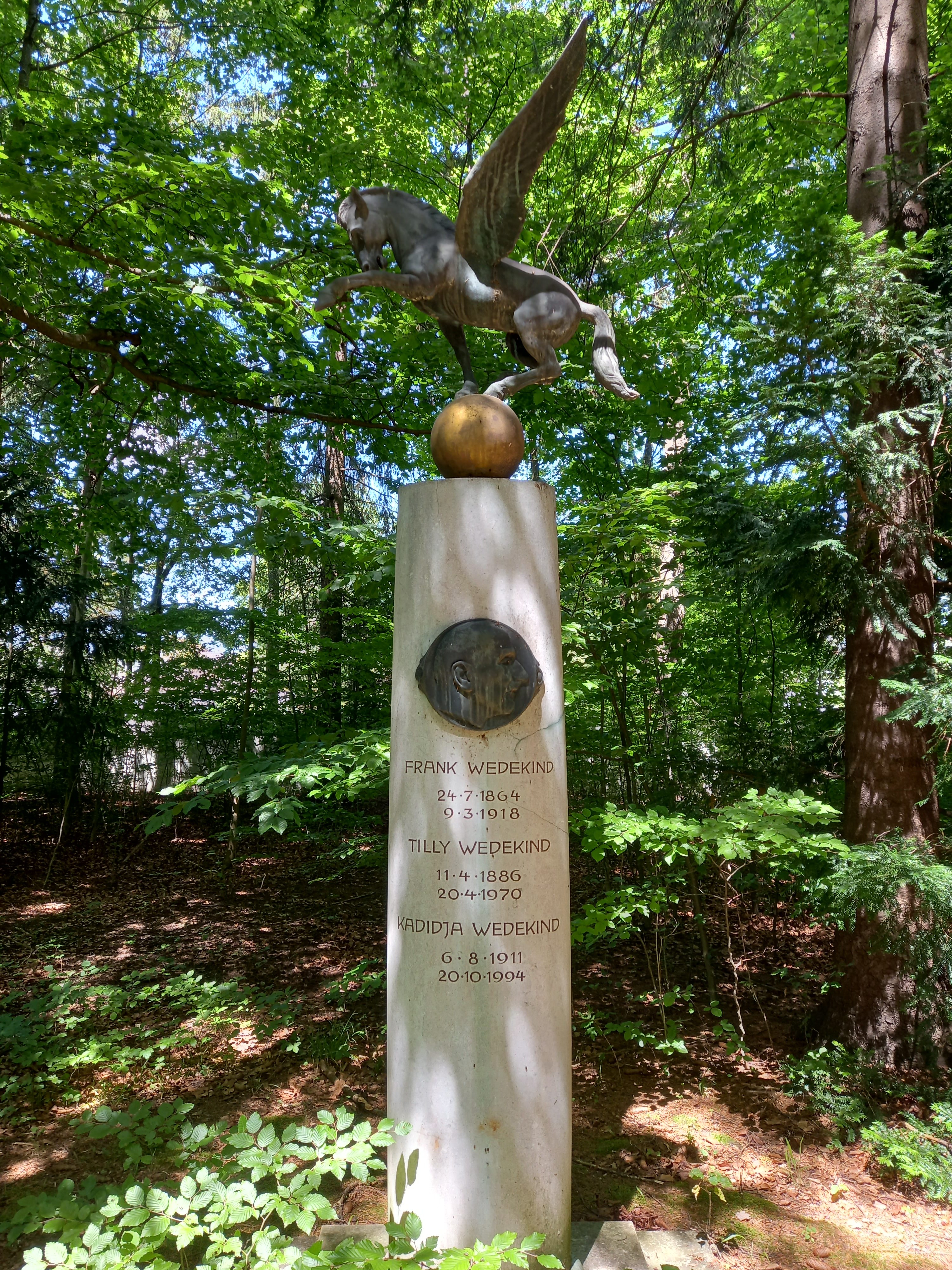
Grabstätte von Tilly Wedekind

## Ehrungen
- 1966: Verdienstkreuz der Bundesrepublik Deutschland am Bande[9]
- 1970: Schwabinger Kunstpreis der Stadt München (Ehrenpreis)

## Filmografie
- 1919: König Nicolo
- 1936: Reisebekanntschaften (Kurzfilm)
- 1936: Schlußakkord
- 1938: Fahrendes Volk

## Werke
- Tilly Wedekind: Lulu – die Rolle meines Lebens. Autobiografie. Scherz, 1969.

## Briefe
- Gottfried Benn. Briefe an Tilly Wedekind 1930–1955 (= Gottfried Benn. Briefe Band IV). Herausgegeben und mit einem Nachwort versehen von Marguerite Valerie Schlüter. Stuttgart 1986.
- Frank und Tilly Wedekind: Briefwechsel 1905–1918. Herausgegeben von Hartmut Vinçon. Wallstein Verlag, Göttingen 2018, ISBN 978-3-8353-3171-6